# Avapessa
Avapessa est une commune française située dans le département de la Haute-Corse et le territoire de la collectivité de Corse. Le village appartient à la piève d'Aregno, en Balagne.

## Géographie

### Situation
Avapessa est une petite commune de Balagne, l'un des « villages en balcon » de la vallée du Regino avec vue sur mer, dans l'ancienne piève d'Aregnu.
Communes limitrophes

### Géologie et relief

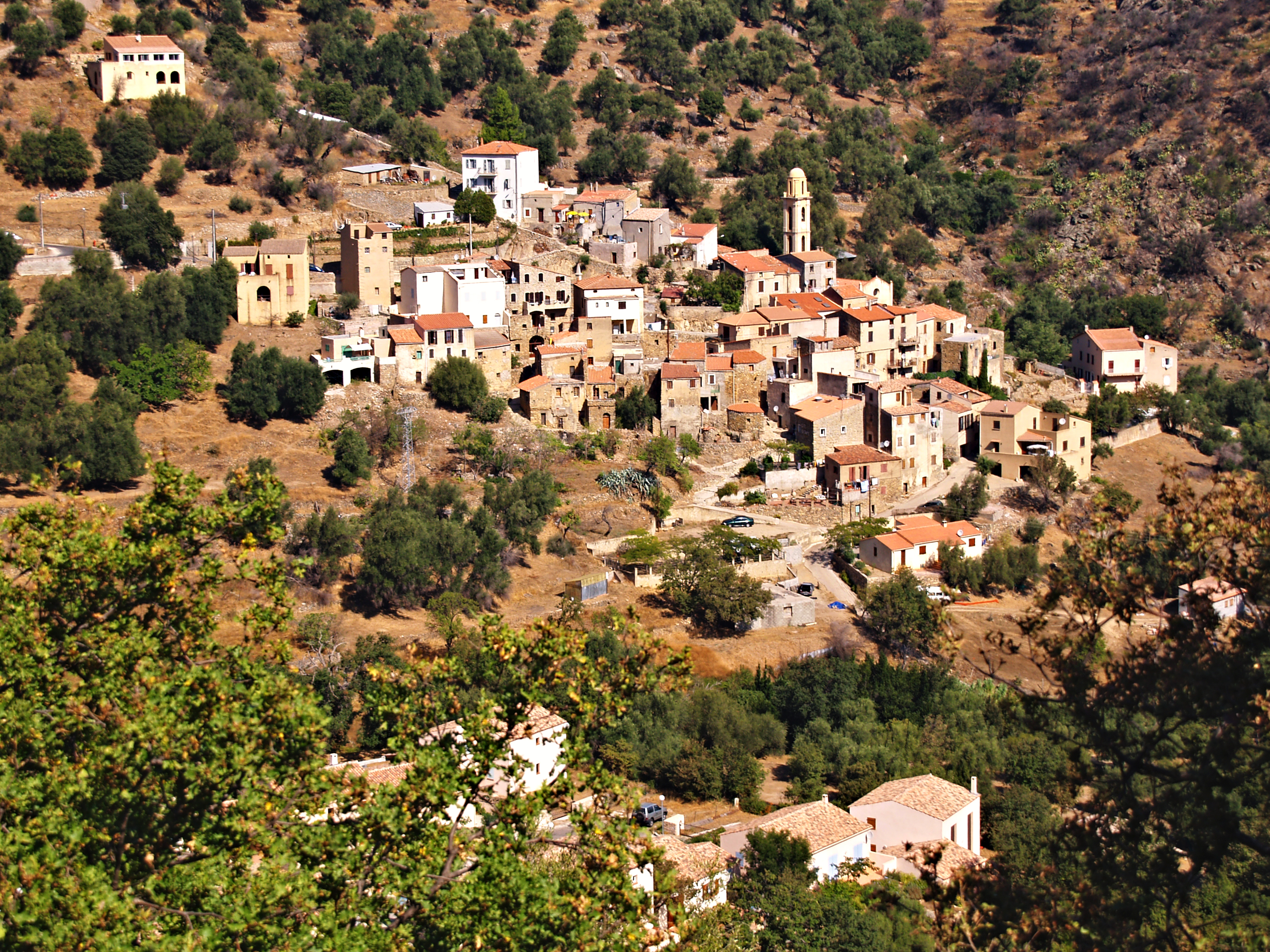
Village d'Avapessa.

Avapessa se situe dans la Corse occidentale ancienne, dite encore « Corse cristalline », constituée pour l'essentiel de roches granitiques, et qui est séparée de la Corse orientale dite « Corse schisteuse » car dominée par les schistes, par une dépression centrale, un sillon étroit constitué pour l'essentiel de terrains sédimentaires secondaires et tertiaires qui coupe l'île du nord-ouest au sud-est, depuis l'Ostriconi jusqu'à Solenzara. La commune se situe à l'ouest de cette ligne où s'élèvent les plus hauts sommets de l'île.
Quoique proche de la mer, à une distance orthodromique d'environ 5,7 km, Avapessa n'a pas de façade maritime.
Son relief représente le bassin versant du ruisseau de Milini, affluent du ruisseau de Piano dont les eaux alimentent le Fiume di Regino sous la forme d'une cuvette. Ouverte sur l'est, celle-ci est dominée par une ligne de crête allant de 441 m au nord à 737 m au sud (monte Zingu), passant par Capu di Bestia (804 m) à l'ouest, qui est une partie d'un chaînon secondaire s'épaulant sur la chaîne principale de l'île à Cima Caselle (1 557 m), sommet situé entre le Monte Grosso (1 937 m) et le San Parteo (1 680 m).

### Hydrographie
Le principal cours d'eau est le ruisseau de Milini qui porte en amont le nom de Solane. Son principal affluent est le ruisseau de Padule. Le Milini se jette dans le ruisseau de Piano, affluent du Regino, qui longe le territoire communal sur environ 1,5 km.

### Climat et végétation

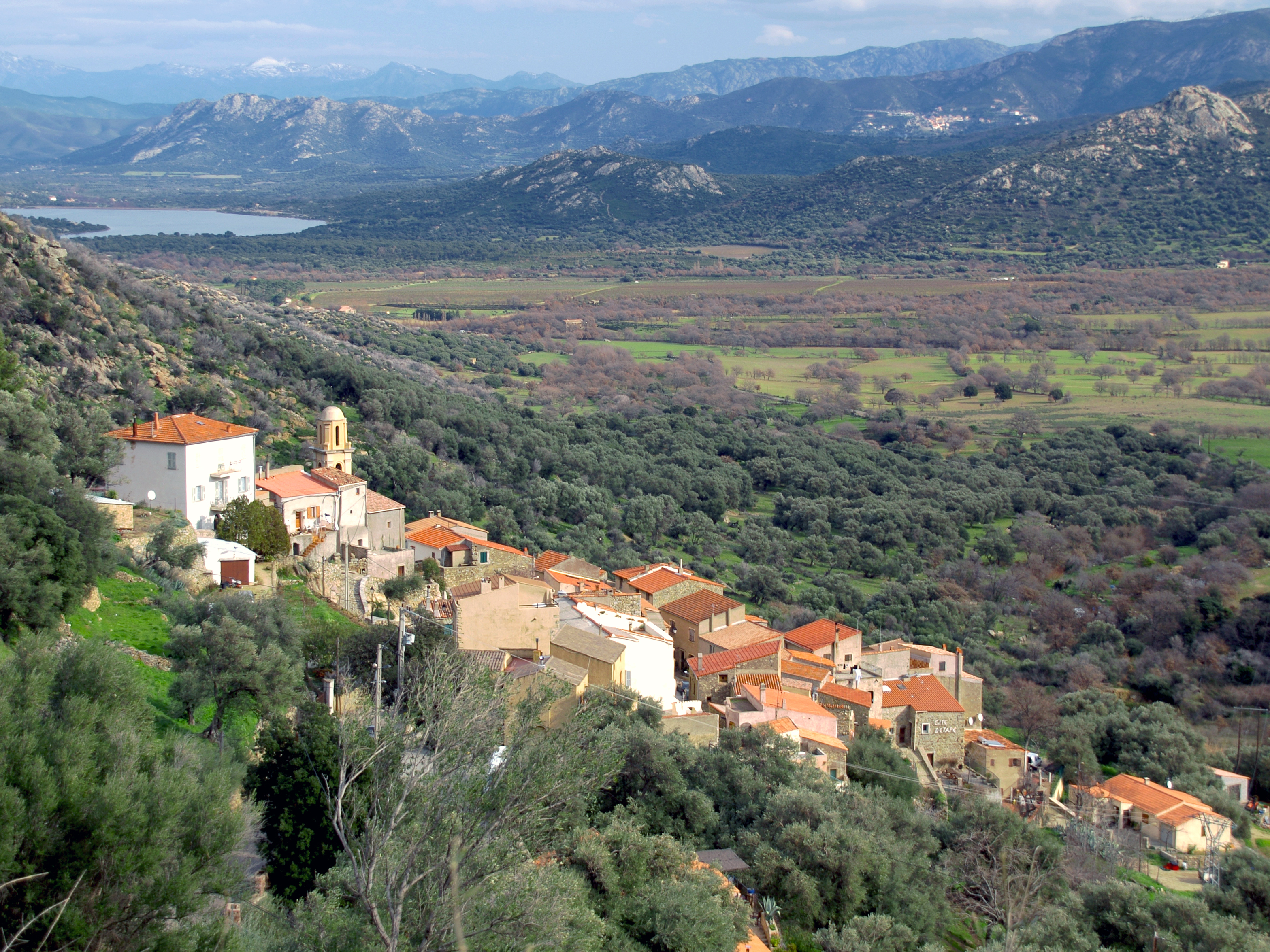
Le village dominant la vallée du Regino avec le barrage de Codole.

Construit à flanc de la cuvette montagneuse, à l'abri des vents de sud-ouest dominant (libecciu) assez fréquents sur la Balagne, Avapessa bénéficie d'un climat doux et tempéré, sous l'action de la mer Méditerranée voisine, malgré la proximité de la haute chaîne de montagne ceinturant la Balagne. L'ensoleillement y est important et la pluviométrie relativement élevée en automne, et parfois entre les mois de février et mars.
Le couvert végétal se résume en celui de l'étage méditerranéen, de 0 à 600 m d'altitude, qui est le domaine du chêne vert, du pin maritime et dans certains secteurs du chêne liège. Comme dans toute la Balagne, l'olivier s'est développé ici, surtout à l'époque moderne, au détriment des espèces précédentes. Beaucoup ont été détruits en 2005 par un grand incendie parti de Calenzana et qui avait ravagé près de 1 500 hectares.

### Voies de communication et transports

#### Accès routiers
Le village est traversé par la route D 71, la route en corniche de la Balagne qui relie Lumio à l'ouest à Belgodère à l'est en traversant dix autres communes.
Une route départementale secondaire, la D 613, relie le village à la route D 13 qui relie L'Île-Rousse à Muro.

#### Transports
Avapessa est distant de :
- 10 km de la gare d'Algajola, gare la plus proche ;
- 15 km du port de commerce de L'Île-Rousse, port le plus proche ; 20 km du port de commerce de Calvi.
- 19 km de l'aéroport de Calvi-Sainte-Catherine, l'aéroport le plus proche.

## Urbanisme

### Typologie
Au 1er janvier 2024, Avapessa est catégorisée commune rurale à habitat dispersé, selon la nouvelle grille communale de densité à sept niveaux définie par l'Insee en 2022.
Elle est située hors unité urbaine. Par ailleurs la commune fait partie de l'aire d'attraction de Calvi, dont elle est une commune de la couronne,. Cette aire, qui regroupe 15 communes, est catégorisée dans les aires de moins de 50 000 habitants,.

### Occupation des sols
L'occupation des sols de la commune, telle qu'elle ressort de la base de données européenne d’occupation biophysique des sols Corine Land Cover (CLC), est marquée par l'importance des forêts et milieux semi-naturels (78 % en 2018), une proportion identique à celle de 1990 (78 %). La répartition détaillée en 2018 est la suivante : 
milieux à végétation arbustive et/ou herbacée (67,4 %), prairies (20,1 %), forêts (10,6 %), zones agricoles hétérogènes (1,8 %). L'évolution de l’occupation des sols de la commune et de ses infrastructures peut être observée sur les différentes représentations cartographiques du territoire : la carte de Cassini (XVIIIe siècle), la carte d'état-major (1820-1866) et les cartes ou photos aériennes de l'IGN pour la période actuelle (1950 à aujourd'hui).

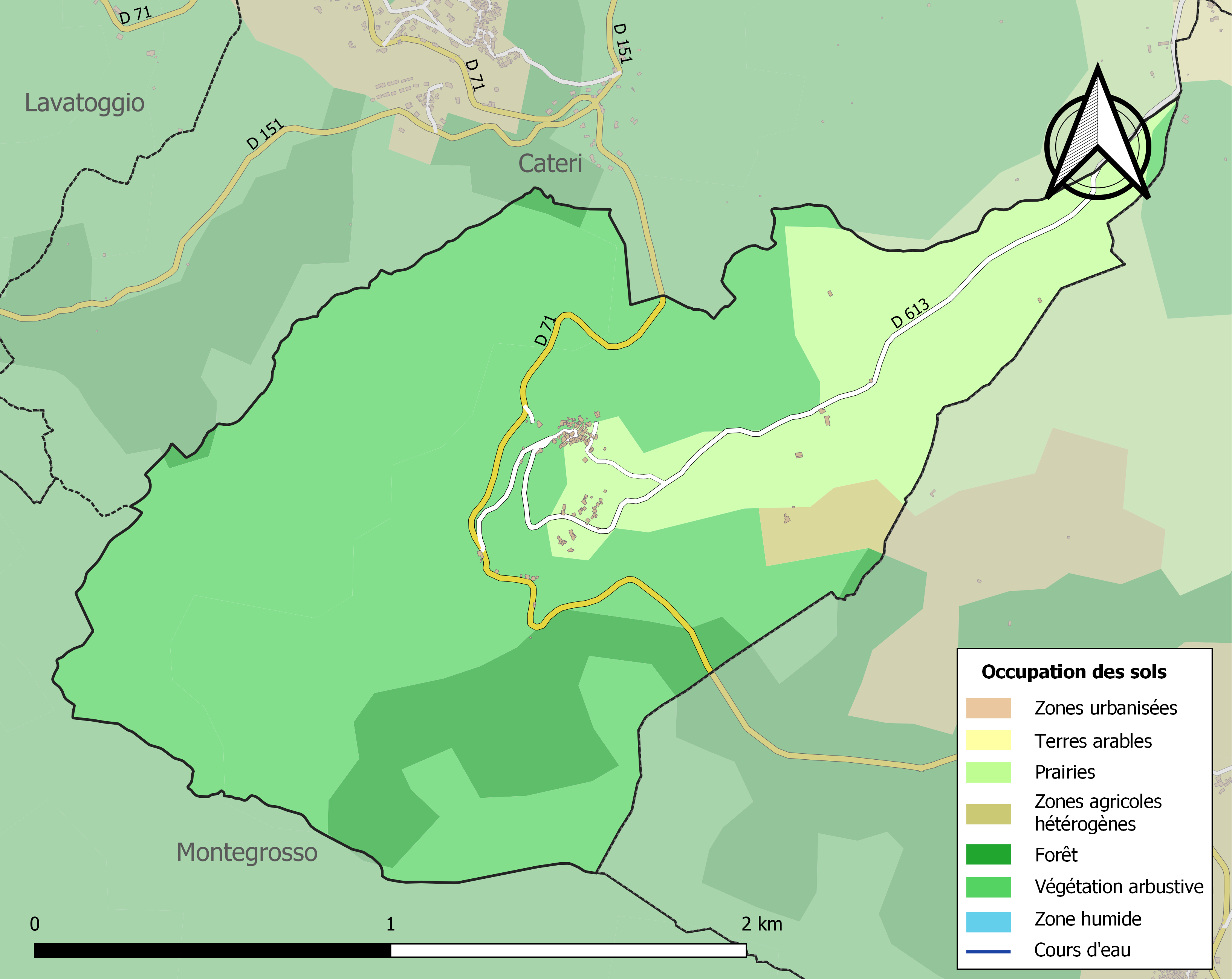
Carte des infrastructures et de l'occupation des sols de la commune en 2018 (CLC).
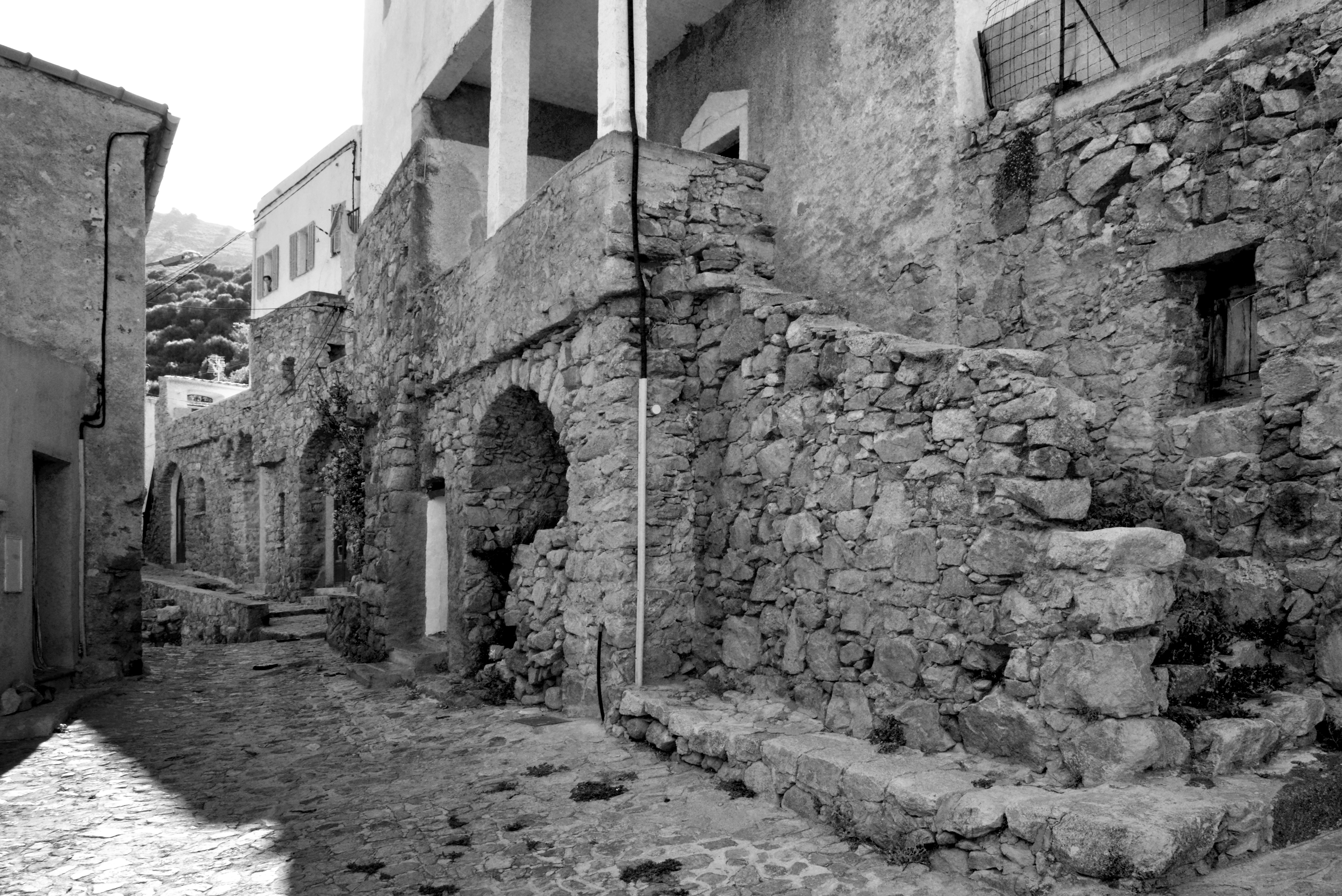
Au cœur du village.

### Époque contemporaine

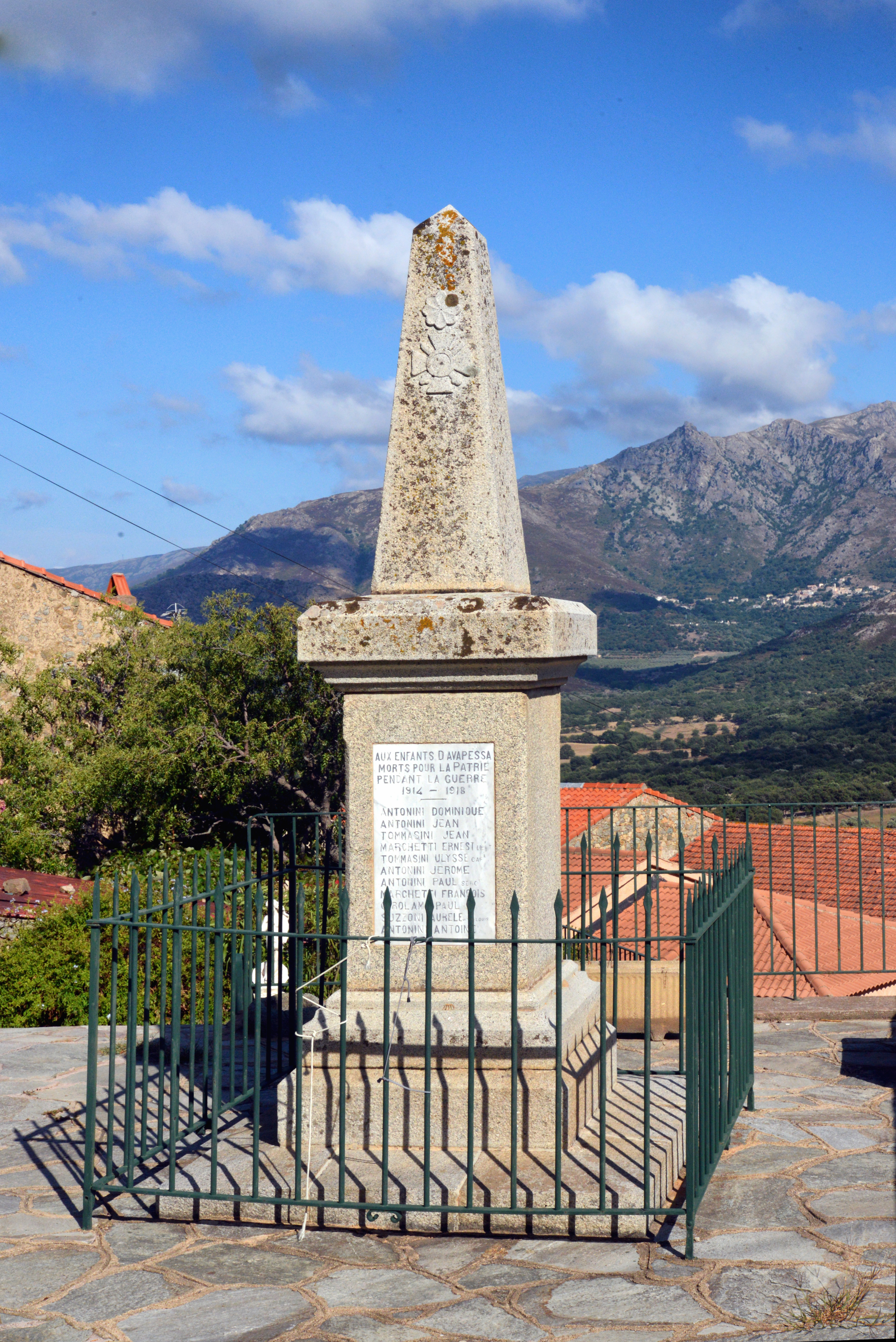
Monument aux morts.

## Politique et administration

### Liste des maires
| Période                                  | Période   | Identité              | Étiquette | Qualité |
| ---------------------------------------- | --------- | --------------------- | --------- | ------- |
| avant 1981                               | mars 2008 | Christian Reboul      | DVD       |         |
| mars 2008                                | En cours  | Marie-Josée Salvatori | DVG       | Cadre   |
| Les données manquantes sont à compléter. |           |                       |           |         |

## Population et société

### Démographie
L'évolution du nombre d'habitants est connue à travers les recensements de la population effectués dans la commune depuis 1800. Pour les communes de moins de 10 000 habitants, une enquête de recensement portant sur toute la population est réalisée tous les cinq ans, les populations de référence des années intermédiaires étant quant à elles estimées par interpolation ou extrapolation. Pour la commune, le premier recensement exhaustif entrant dans le cadre du nouveau dispositif a été réalisé en 2007.

En 2022, la commune comptait 81 habitants, en évolution de −2,41 % par rapport à 2016 (Haute-Corse : +5,15 %, France hors Mayotte : +2,11 %).
| 1800 | 1806 | 1821 | 1831 | 1836 | 1841 | 1846 | 1851 | 1856 |
| ---- | ---- | ---- | ---- | ---- | ---- | ---- | ---- | ---- |
| 252  | 271  | 246  | 263  | 275  | 281  | 299  | 287  | 305  |

| 1861 | 1866 | 1872 | 1876 | 1881 | 1886 | 1891 | 1896 | 1901 |
| ---- | ---- | ---- | ---- | ---- | ---- | ---- | ---- | ---- |
| 282  | 259  | 239  | 250  | 234  | 257  | 244  | 235  | 210  |

| 1906 | 1911 | 1921 | 1926 | 1931 | 1936 | 1946 | 1954 | 1962 |
| ---- | ---- | ---- | ---- | ---- | ---- | ---- | ---- | ---- |
| 196  | 180  | 160  | 174  | 147  | 131  | 110  | 111  | 107  |

| 1968 | 1975 | 1982 | 1990 | 1999 | 2006 | 2007 | 2012 | 2017 |
| ---- | ---- | ---- | ---- | ---- | ---- | ---- | ---- | ---- |
| 73   | 70   | 57   | 65   | 65   | 79   | 81   | 85   | 82   |

| 2022 | - | - | - | - | - | - | - | - |
| ---- | - | - | - | - | - | - | - | - |
| 81   | - | - | - | - | - | - | - | - |

### Cultes

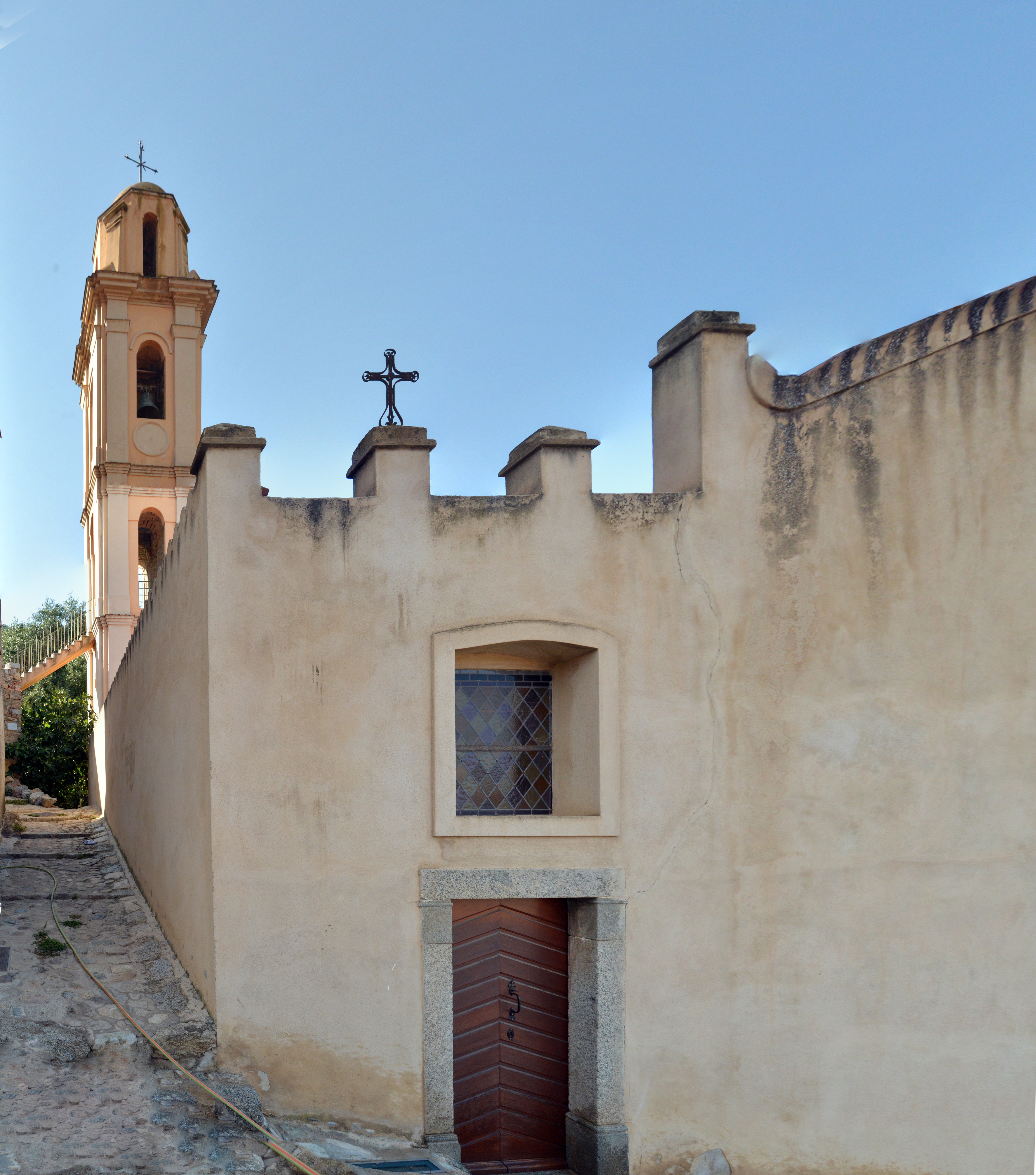
Clocher de l'église Santa Maria.

Les seuls lieux de culte existants sont ceux de l'Église catholique. La paroisse (Église Santa Maria) relève du diocèse d'Ajaccio.

## Culture locale et patrimoine

### Lieux et monuments

#### Église paroissialeNotre-Dame-de-l'Assomption

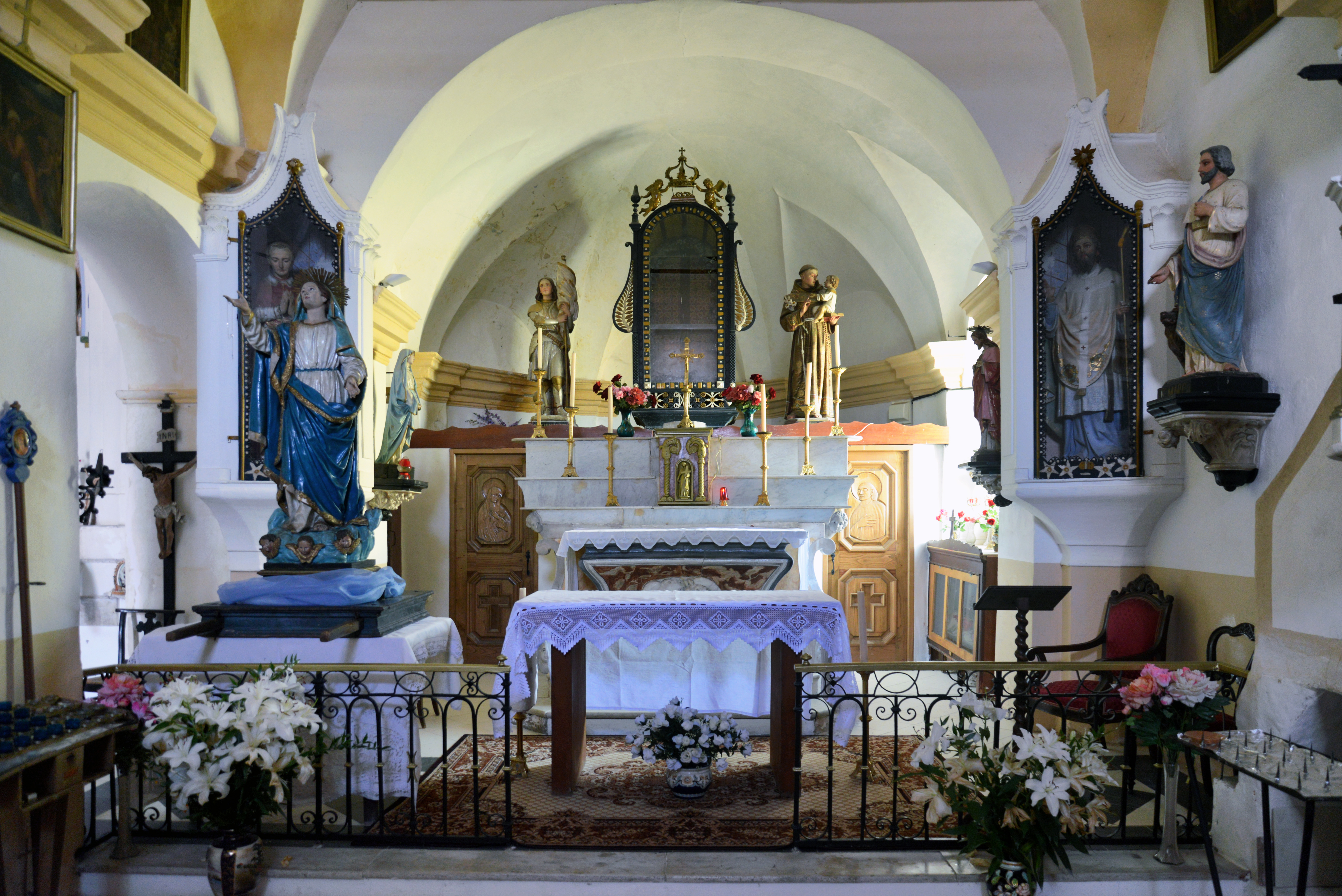
Intérieur de l'église Santa Maria.

L'église paroissiale, de taille modeste, se trouve au cœur du village. Elle est datée de 1618.

### Patrimoine naturel

#### ZNIEFF
Avapessa est concernée par une zone naturelle d'intérêt écologique, faunistique et floristique de 2e génération :
Oliveraies et boisements des collines de Balagne
La commune fait partie des dix-huit communes de Balagne concernées par la ZNIEFF 940004142 - Oliveraies et boisements des collines de Balagne (2e génération), zone d'une superficie de 1 958 ha répartie sur trois des principales vallées de la Balagne : la vallée du Fiume Seccu, le bassin d'Aregno et la vallée du Regino.